# Alte Omdurman-Brücke

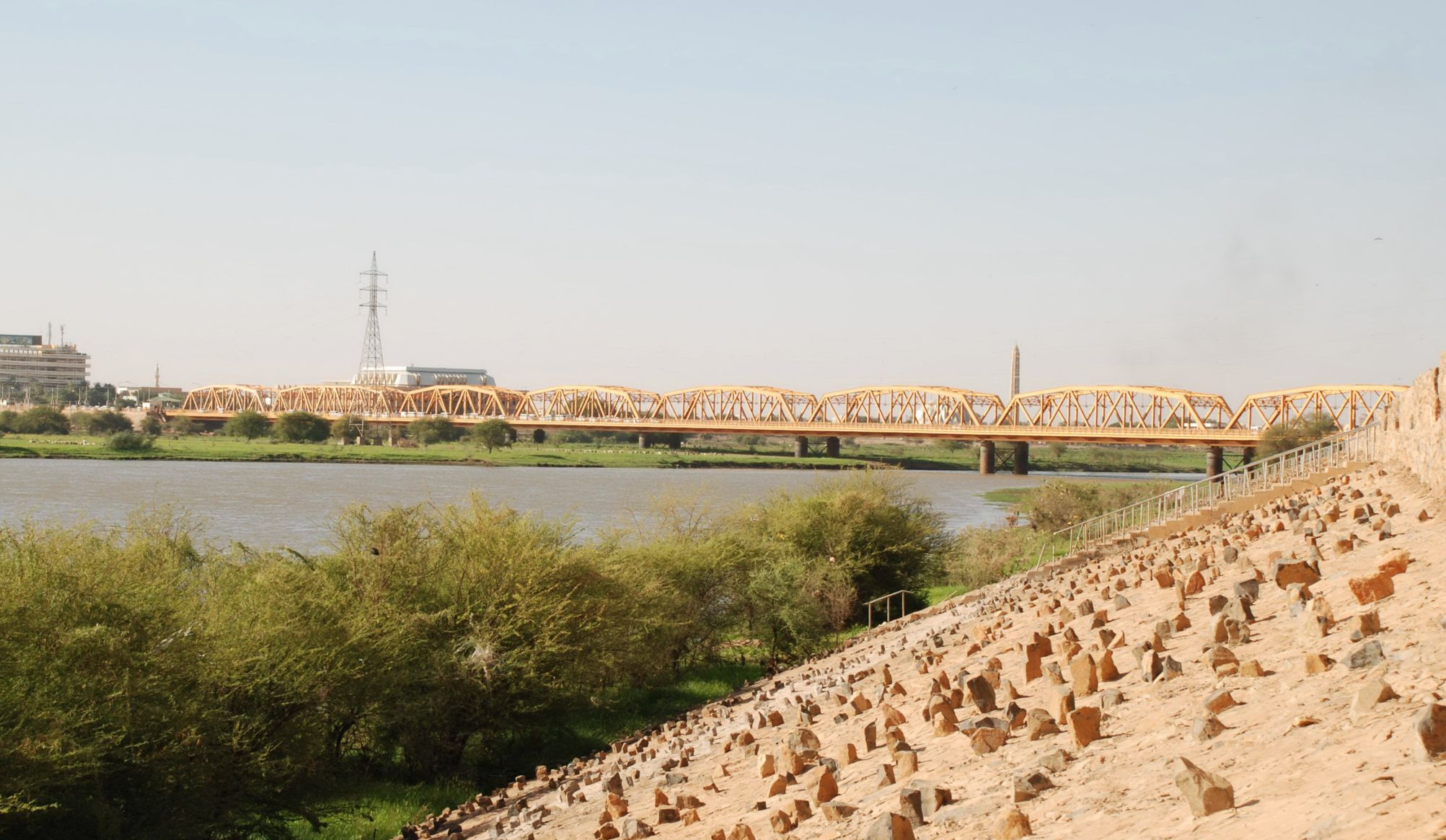
Rechtes Ufer Khartum, hinter der Brücke Omdurman und der Zusammenfluss mit dem Blauen Nil

Die Alte Omdurman-Brücke (auch Erlösungsbrücke, oder Alte Weißer-Nil-Brücke) ist eine Stahl-Fachwerkbrücke für den Autoverkehr in Sudan und die älteste Brücke des Ballungsraumes al-Chartum.
Sie verbindet Khartum über den Weißen Nil mit Omdurman. Die Uferstraße am Blauen Nil in Khartum (Sharia al-Nil) wird nach Westen verlängert und führt über die Brücke bis zum auf der anderen Seite gelegenen Parlamentsgebäude. Die Brücke wurde von dem Londoner Ingenieurbüro Sir Douglas & Francis Fox geplant und von 1924 bis 1926 von der Dorman Long and Co. Ltd. erbaut. Der für das Ingenieurbüro tätige Bauüberwacher war Georges Camille Imbault, der für das Büro schon bei der Victoria Falls Bridge gearbeitet hatte. Sie ist 613 Meter lang und wird von sieben Rundpfeilerpaaren getragen. Ursprünglich bestand sie aus sieben 74,20 m langen Fachwerkträgern und einer 92,50 m langen Drehbrücke und war für leichte Züge vorgesehen. Später wurden die Gleise in Fahrspuren für den Straßenverkehr umgewandelt und außen an beiden Seiten der Brücke je eine weitere Fahrspur angebaut. Von 2004 bis 2006 wurde die Brücke durch eine südafrikanische Baufirma in Stand gesetzt.

Bilder
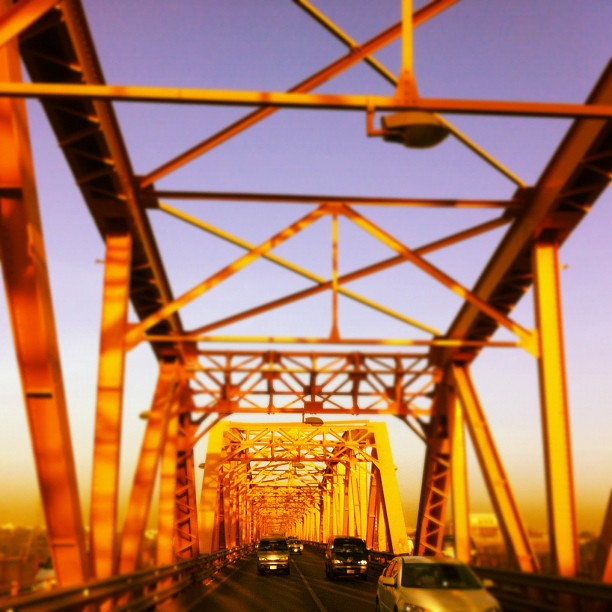
Brücke, 2013
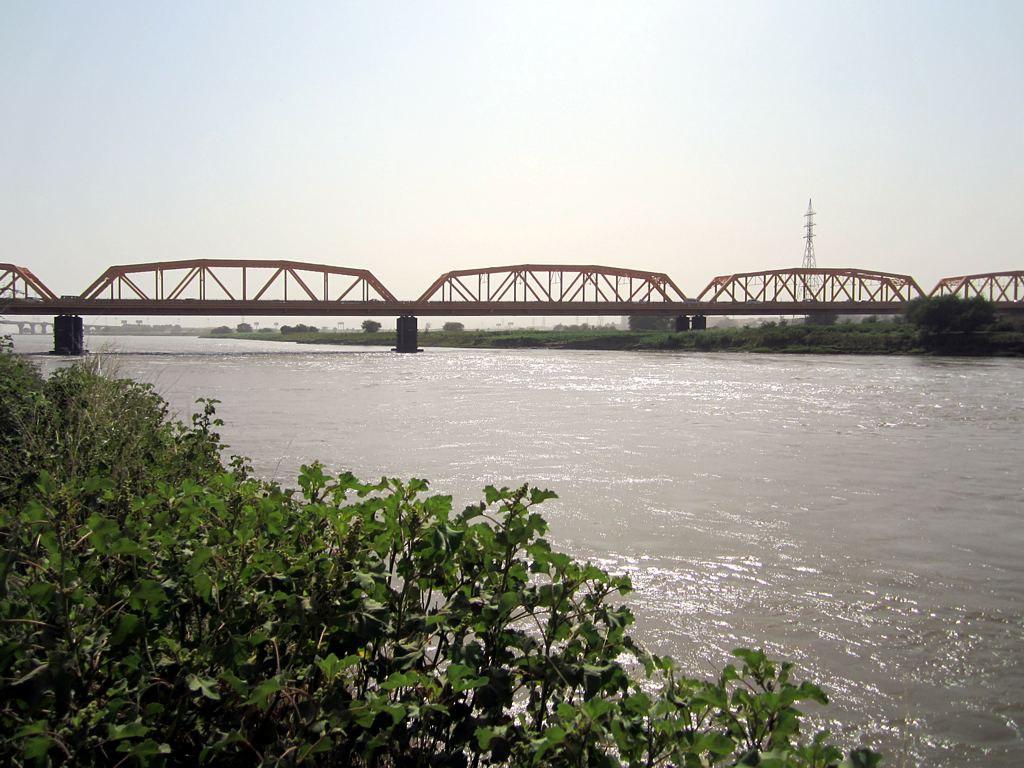
Brücke von Norden, 2013